# Aptesis pectoralis
Aptesis pectoralis là một loài tò vò trong họ Ichneumonidae.